# Gilda Barabino

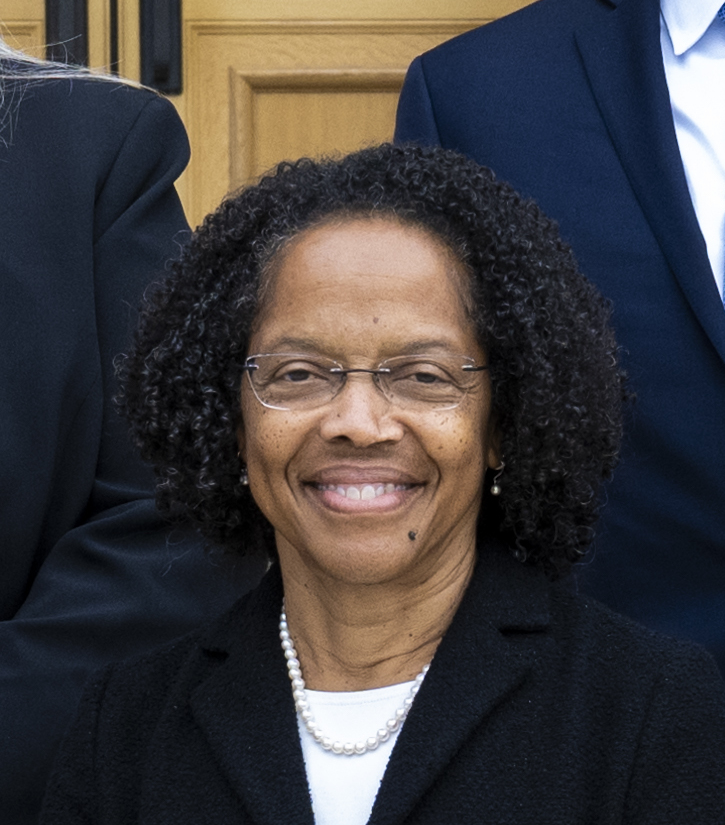
Gilda A. Barabino (2022)

Gilda A. Barabino (geb. am 28. Mai 1956 in Anchorage (Alaska)) ist eine US-amerikanische Bioingenieurin und Hochschullehrerin. Sie forschte unter anderem über die Mikrozirkulation bei der Sichelzellkrankheit. Am 4. März 2021 wurde sie zur Präsidentin der American Association for the Advancement of Science gewählt.

## Herkunft und Ausbildung
Gilda Ann Barabino wurde 1956 in Anchorage (Alaska) als Tochter von Margaret Agnes Barnes Barnum und Norman Edward Barnum III geboren, die beide ursprünglich aus New Orleans (Louisiana) stammten. Zur Zeit ihrer Geburt war Barabinos Vater als Armeeangehöriger in Alaska stationiert. Während ihrer Kindheit zog die Familie häufig um, kehrte aber nach der Pensionierung des Vaters nach New Orleans zurück.
Barabino besuchte schon während ihrer High-School-Zeit die Xavier University of Louisiana und nahm dort nach dem Schulabschluss 1974 ein Vollzeitstudium auf. Ein High-School-Lehrer hatte ihr erklärt, dass Mädchen keine Chemikerinnen werden könnten und sie wollte ihn widerlegen. Barabino fühlte sich an dieser historisch Schwarzen zugeordneten Universität wohl und schloss 1978 ihr Chemiestudium mit den Nebenfächern Biologie und Mathematik als Bachelor of Science ab.
Im Anschluss schrieb sie sich an der Louisiana State University (LSU) für Zahnmedizin ein und bewarb sich um ein Armee-Stipendium für Heilberufe. Ein Jahr später verließ Barabino die LSU, nachdem ein Professor sich geweigert hatte, mit ihr und einer weiteren Schwarzen Studentin zu kommunizieren, und man ihr sagte, dass sie das erste Studienjahr wiederholen müsse. Auch wenn das Studium nicht abgeschlossen wurde, war eine Voraussetzung ihres Stipendiums die Verpflichtung für einen anschließenden dreijährigen Dienst bei der Armee. Diesen leistete sie in einer Sanitätseinheit in Fort Lewis (Washington) ab.
Nach ihrer Armeezeit bewarb sich Barabino um verschiedene Promotionsprogramme für Chemie-Ingenieure und sie erhielt eines der renommierten Graduiertenstipendien der National Science Foundation. Sie war die erste Afroamerikanerin, die zum Studiengang chemical engineering an der Rice University in Houston (Texas) zugelassen wurde und war erst die fünfte Afroamerikanerin, die in den USA einen Doktor-Titel in diesem Fach erwarb. Ihre Dissertation beschäftigte sich mit der Sichelzellkrankheit, die vor allem bei Afroamerikanern auftritt. Sie forschte über den molekularen Mechanismus, der die Erythrozyten deformiert und durch eine Verklebung aneinander und an den Gefäßwänden zu einer gestörten Mikrozirkulation führt. Barabine schloss ihre Promotion 1986 als Ph.D. ab.

## Karriere

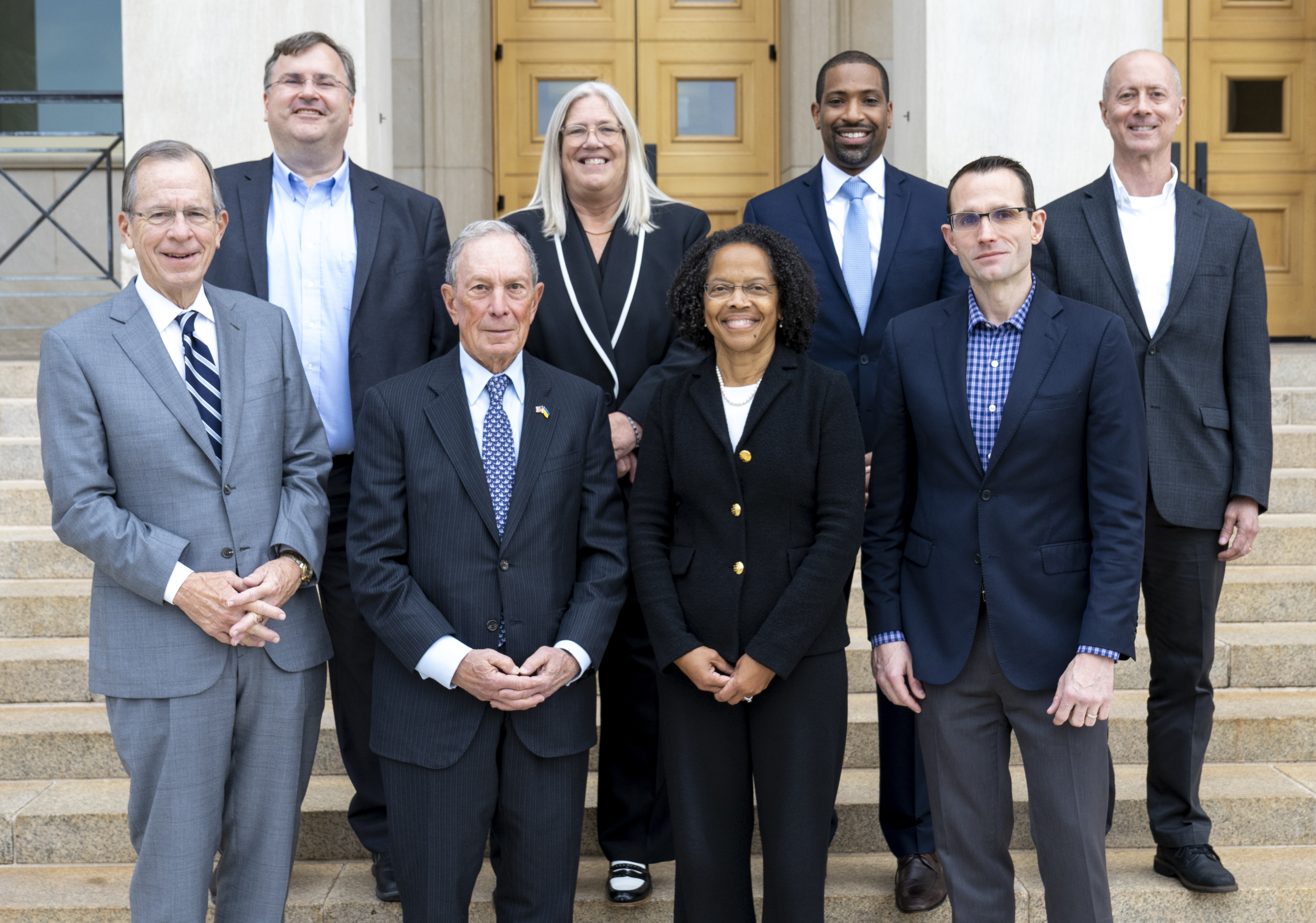
Barabino (vorne zweite von rechts) als Mitglied des US-Defense Innovation Boards (2022)

Von 1986 an arbeitet Gilda Barabino drei Jahre als Chemieingenieurin bei Rohm and Haas, einem Tochterunternehmen von Dow Chemical, wo sie die Synthese von Acryl-Polymeren betreute. 1989 wechselte sie an das Department of Chemical Engineering der Northeastern University (NEU) in Boston (Massachusetts) und wurde Senior Research Fellow am Center for Biotechnology Engineering der NEU. Von 2000 bis 2002 war sie Vice-Provost für das Grundstudium, 2005 übernahm sie eine Vollprofessur.
Zusammen mit Lance Collins gründete Barabino 1995 das Minority Faculty Forum und organisierte in der Folge Workshops, die sich mit der spezifischen Situation von Minderheiten an Hochschulen auseinandersetzten.
2007 wechselte sie an die Georgia Tech in Atlanta, wo sich ein Zentrum für die Sichelzell-Forschung befand. Sie war Professorin am Department of Biomedical Engineering an der Georgia Tech und an der Emory University in Atlanta.
2013 übernahm sie den Daniel and Frances Berg-Lehrstuhl am City College in New York City und wurde Kanzlerin der Grove School of Engineering. In der Folge lehrte sie auch an der School of Medicine der City University of New York (CUNY). Ihre Forschungen beschäftigen sich neben der Sichelzellkrankheit auch mit Cell and tissue engineering, aber auch den Einfluss von Ethnien und sozialem Geschlecht in der Wissenschaft und im Ingenieursbereich.
2019 wurde Barabino in die National Academy of Engineering gewählt in Anerkennung ihrer richtungsweisenden Forschung und für ihre Verdienste um Inklusion in der Ausbildung und Betreuung von Nachwuchs-Akademikern.
Zum 1. Juli 2020 wurde Barabino Präsidentin des Franklin W Olin College of Engineering in Needham (Massachusetts).
Seit Februar 2022 ist Barabino auch Präsidentin der American Association for the Advancement of Science (AAAS).
Im Oktober 2022 wurde Barabino vom amerikanischen Verteidigungsminister in das US-Defense Innovation Board gewählt, das 2016 gegründet worden war, um den Einsatz von Hochtechnologie beim US-Militär zu fördern.

## Ausgewählte Ehrungen
- 2011: Fellow der American Association for the Advancement of Science
- 2012–2014: Präsidentin der Biomedical Engineering Society
- 2015: Presidential Award for Excellence in Science, Mathematics, and Engineering Mentoring[14]
- 2016–2018: Präsidentin des American Institute for Medical and Biological Engineering[15]
- 2016: Honorary degree der Xavier University of Louisiana[16]
- 2017: Pierre Galletti Award des American Institute for Medical and Biological Engineering[17]
- 2018: Dr. Joseph N. Cannon Award for Excellence in Chemical Engineering der National Organization for the Professional Advancement of Black Chemists and Chemical Engineers[18]
- 2019: American Institute of Chemical Engineers Award for Service to Society[19]
- 2019: Mitglied der National Academy of Engineering[20][21]
- 2021: Mitglied der American Academy of Arts and Sciences
- 2024: Dickson Prize in Science

## Privates
Sie ist verheiratet mit Joseph Barabino; sie haben einen Sohn.